# Woodgyer Peak
Woodgyer Peak är en bergstopp i Antarktis. Den ligger i Östantarktis. Australien gör anspråk på området. Toppen på Woodgyer Peak är 2 004 meter över havet.
Terrängen runt Woodgyer Peak är huvudsakligen kuperad. Trakten är obefolkad. Det finns inga samhällen i närheten.